# Anthophora californica
Anthophora californica es una especie de abeja del género Anthophora, familia Apidae. Fue descrita por Cresson en 1869.

## Descripción
Generalmente los ojos son verdes. La tibia del macho está modificada, con una proyección. 

## Ubicación
Es nativa del suroeste de los Estados Unidos y México.

## Subespecies
Estas dos subespecies pertenecen a Anthophora californica:
- Anthophora californica albomarginata  Timberlake, 1937
- Anthophora californica californica Cresson, 1869